# Francisco Pereira de Sousa
Francisco Pereira de Sousa, conhecido como Testinha (São José de Piranhas, 7 de outubro de 1959), é um político brasileiro, filiado ao Partido Socialista Brasileiro (PSB). Exerceu o cargo de vereador no município de Poá, no estado de São Paulo por duas vezes, entre 2001 e 2004, e entre 2005 e 2008.
Com 20.143 votos foi eleito pela primeira vez prefeito de Poá pelo PDT, com um pouco mais de 50 votos a frente do segundo colocado, para o exercimento do mandato entre 2009 e 2012. Foi reeleito para seu segundo mandato em 2013 com 47.695 votos, o equivalente a 77,25% do votos válidos, ficando 42.497 votos a frente do segundo colocado. Porém, em 2014 foi cassado pela Câmara Municipal de Poá. Em seu lugar, assumiu o vice-prefeito Marcos Borges, conhecido como "Marcos da Gráfica" 

## Biografia
Nasceu no interior da Paraíba, e foi criado pelos seus pais, José Pereira de Sousa e Lindalva Ferreira Lins de Sousa, juntamente com os seus três irmãos Geraldo, Antônia e Iraci. Em busca de uma vida melhor, Testinha resolveu mudar-se para São Paulo em 1979, e, posteriormente, transferiu-se para o município de Ferraz de Vasconcelos por conta de seu irmão Geraldo Pereira Lins, que já morava na cidade. Em 1985, conheceu Márcia Teixeira Bin com quem casou. Em razão do casamento, Testinha mudou-se então para Poá em 1986 onde criou ao lado de sua esposa os seus três filhos.

## Carreira política
Em 1987 foi convidado pelo ex-prefeito poaense José Lourenço Marques da Silva a entrar para a política e, no ano seguinte, se candidatou a vereador pelo PTB, fato que se repetiu em 1992, porém em ambas tentativas não obteve elegeu. Em 2000, tentou pela terceira vez a vereança e o resultado o colocou como primeiro suplente do partido, e no ano seguinte acabou assumindo uma das cadeiras do Legislativo no lugar de outro vereador. Já em 2004 foi reeleito como o vereador mais votado da cidade. Em 2005, deixou o PTB e se filiou ao PDT, partido pelo qual disputou a eleição de 2008 como candidato a prefeito e se elegeu.
Com 47.695 votos, o que correspondeu a 77,25% dos votos válidos, Testinha foi reeleito para mais um mandato como prefeito de Poá. Foi o primeiro prefeito da história de Poá reeleito para dois mandatos consecutivos no município.

### Condenações
Em 2011, o Tribunal de Justiça do Estado de São Paulo condenou Testinha a remover a cor laranja, que foi usada em quase todos os prédios públicos de Poá. Segundo o tribunal, a cor seria uma alusão ao PDT, então partido de Testinha, já que tal cor não consta nas cores oficiais da cidade.Ainda em 2011, os prédios públicos começaram a ganharam nova tonalidade, principalmente o azul e o branco.
Em dezembro de 2012, o Tribunal de Justiça do Estado de São Paulo julgou procedente, a ação de improbidade administrativa movida pelo Ministério Público contra Testinha em 2011, ainda sobre as tonalidades dos prédios públicos. Com a decisão, a justiça o condenou a perder o cargo e ficar inelegível por dez anos, mas com base na lei da Ficha Limpa, como nunca tivera problemas com corrupção, pode voltar ao cargo.

### Cassação pela Câmara de Poá
Em 28 de abril de 2014, Testinha foi afastado pela Câmara Municipal de Poá pela primeira vez, sob a acusação de infração político-administrativa por aumentar a cobrança da taxa de lixo acima da inflação. A decisão foi feita e votada por treze vereadores, após a chegada de uma denúncia anônima.
Testinha voltou para o cargo com uma liminar, mas em 25 de maio de 2014, Testinha foi cassado pelo mesmo motivo, mas reassumiu a Prefeitura um dia depois, novamente por decisão da juíza Ana Claudia Querido. No dia 16 de agosto de 2014, mais uma vez, Testinha teve seu mandato cassado pela Câmara, sob a alegação de pagamento indevido no valor de 216 mil reais para a empresa responsável pela construção da Praça da Juventude, no Jardim Alvorada. Testinha conseguiu novamente uma liminar para se manter no cargo, porém, essa liminar foi revertida pelo Tribunal de Justiça em 29 de setembro de 2014. Em seu lugar, assumiu o então vice-prefeito Marcos Borges, que terminou o mandato.